# Eugen Altenburger
Pour les articles homonymes, voir Altenburger.
Eugen Altenburger, alias Chicky, est un clown suisse (auguste) né le 2 mai 1928 à Rapperswil-Jona et mort le 4 février 2013  à Genève.

## Biographie
Il est le fondateur, avec son petit cousin, Bruno Stutz, du duo de clowns « Les Chicky's ». Leur dernière apparition commune en piste a eu lieu au cirque Krone en 2004.